# 施圖克利施托克山
46°43′1.4″N 8°29′13.6″E / 46.717056°N 8.487111°E

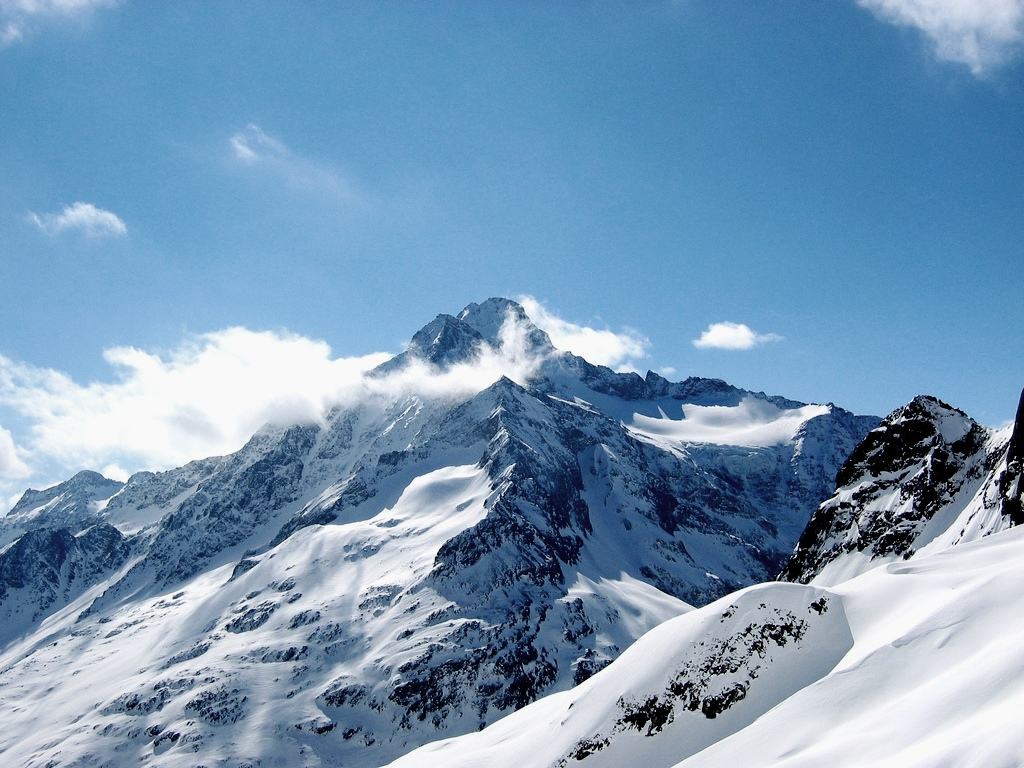

施圖克利施托克山（Stucklistock），是瑞士的山峰，位於該國中部，由烏里州負責管轄，屬於烏里山的一部分，海拔高度3,313米，每年平均降雨量2,385毫米。